# KT Corporation
KT (ранее Korea Telecom) — корейская компания, крупнейший провайдер интегрированных проводных и беспроводных телекоммуникационных услуг Южной Кореи. Полное наименование — KT Corporation.
KT осуществляет деятельность в области связи и информационных технологий и является лидирующим оператором фиксированной телефонии и вторым мобильным оператором в Южной Корее.

## Слияние с KTF
1 июня 2009 года под брендом KT произошло слияние KT и её дочерней компании KTF, специализирующейся на услугах мобильной связи. Таким образом, KT подтвердила своё намерение стать глобальным лидером конвергентных ИКТ (информационных, коммуникационных и операционных) услуг, отдав приоритетное значение конвергенции фиксированного и беспроводного бизнеса. Объединённая компания совершенствует развитие беспроводных технологий для последующего выхода на зарубежные рынки. WiMAX и другие беспроводные решения способствуют укреплению позиций Компании на мировом рынке.

## Совет директоров
- Постоянные директора
  - Ли Сук Чэ (Suk-Chae Lee), Главный исполнительный директор
  - Пё Хён Мюн (Hyeon-myung Pyo), Директор
  - Ли Сан Хун (Sang-Hoon Lee), Директор
- Внешние директора
  - Ким Ын Хан (Eung-Han Kim), Директор (Председатель Совета директоров)
  - Го Чун Сок (Jung-Seok Go), Директор (Председатель Комитета по сделкам с заинтересованными сторонами)
  - Пак Чун (Joon Park), Директор (Председатель Комитета по аудиту)
  - Ли Чун Хо (Chun-Ho Lee), Директор (Председатель Комитета по корпоративному управлению)
  - Ху Чун Су (Jeung-Soo Huh), Директор (Председатель Комитета по оценке и компенсациям)
  - Сон Чон Хван (Jong-Hwan Song), Директор
  - Чун Хэ Бан (Hae-Bang Chung), Директор
  - Ли Чан Чин (Chan-Jin Lee), Директор

## Основные направления деятельности
- Мобильная передача данных. Сеть Wi-Fi и национальная сеть WiMAX позволяют удовлетворить потребности клиентов в доступе к информации и приложениям в любом месте и с помощью любого устройства. Стратегия 3W (Wi-Fi, WiBro, WCDMA) является лучшим способом организации персонального доступа в Интернет через смартфоны и сеть 3W.
- FTTH. Большинство абонентов благодаря оптоволоконной сети имеют высокоскоростной доступ к Интернет-ресурсам на средней скорости 100 Мбит/с. Поддержку сервиса осуществляют инженеры КТ с помощью эффективной системы управления сетью и автоматической системы проектирования сети FTTH.
- Бизнес «Облачных вычислений». В настоящее время в сфере телекоммуникаций наблюдается настоящий переворот. По своему значению запуск облачных технологий равносилен переходу от обычных компьютеров к клиент-серверам. В этой области компания КТ использует высокоэффективные архитектурные решения.
- KT Network Blockchain. Блокчейн от KT Corp. был запущен с целью применения новых технологий в области криптовалют, таких как: верификация личности, позволяющая оптимизировать международный роуминг услуг и обезопасить данные клиентов использующих платформу. Скорость транзакций блокчейна составляет 2 500 крипто переводов в секунду (TPS). Также платформа предусматривает возможность торговли энергией в сети.[2]

## История компании
Первый телекоммуникационный регулятор в Корее, Министерство телеграфной связи Хансунг (Hansung Telegraphy Ministry), появился 20 августа 1885 года, а 10 декабря 1981 года, было основано Агентство Корея Телеком (Korea Telecom Authority).
С момента основания компании в 1981 году, находясь на пороге новой цифровой эры, КТ активно продвигет информационные технологии в Корее. Первая веха в истории компании наступила в 1993 году, когда число телефонных линий превысило 20 миллионов. За этим последовал запуск первого телекоммуникационного спутника Кореи в 1995 году. В 2004 году абонентская база интернет пользователей компании составила 6 миллионов. Два года спустя число абонентов высокоскоростного Интернета достигло 6 миллионов, а в 2006 году КТ запустила в коммерческую эксплуатацию первый в мире сервис беспроводного широкополосного доступа WiMAX под торговой маркой WiBro. В 2007 компания первой в Корее стала предоставлять услуги IPTV под брендом QOOK TV, объединившие телекоммуникационные и вещательные услуги.

### 1982—1991: Запуск сервиса передачи данных, HiTEL
- 1 января 1983: первая установка разработанных в Корее DDD-таксофонов
- 1 августа 1983: запуск ISD (услуга международного автоматического соединения)
- 25 апреля 1984: разработана цифровая телефонная система коммутации TDX-1
- 25 июля 1984: открыта сеть пакетного обмена данными
- 29 октября 1984: завершено строительство первой Штаб-квартиры КТ — Телекоммуникационного центра Kwanghwamun
- 28 сентября 1985: празднования столетия телекоммуникаций в Корее
- 1 марта 1986: запущена услуга пейджинга
- 14 марта 1986: система коммутации TDX-1 введена в эксплуатацию
- 30 сентября 1987: ёмкость телефонного коммутатора превысила 10 млн линий
- 10 июля 1990: завершена прокладка подводного оптического кабеля
- 9 сентября 1991: запуск ведущего сервиса передачи данных в Корее — HiTEL
- 3 декабря 1991: начало конкуренции на рынке международной телефонии

### 1992—1997: Запуск Koreasat 1, первого спутника Кореи
- 25 сентября 1992: пробный запуск услуг на основе спутниковой связи
- 29 декабря 1993: введена в коммерческую эксплуатацию услуга ISDN
- 10 марта 1994: пожар в подземном туннеле кабельных коммуникаций
- 20 июня 1994: введен в коммерческую эксплуатацию сервис KORNET, коммерческая услуга Интернет
- 5 августа 1995: запущен первый в Корее спутник Koreasat 1
- 1 января 1996: начало конкуренции на рынке междугородной связи
- 14 января 1996: запущен спутник Koreasat 2
- 7 мая 1997: количество абонентов телефонной связи превысило 20 млн.
- 1 октября 1997: Приватизация КТ
- 6 ноября 1997: количество телефонных линий, подключенных к системе TDX, превысило 10 млн.
- 9 декабря 1997: Президентом КТ выбран Ли Ке-Чол

### 1998—2001: Размещение акций КТ на Корейской фондовой бирже
- 11 сентября 1998: Переезд Штаб-квартиры КТ из Квангхвамуна (Kwanghwamun) в Бундан (Bundang)
- 23 декабря 1998: акции КТ размещены на Корейской фондовой бирже
- 26 мая 1999: депозитарные расписки KT размещены на международных биржах
- 1 июня 1999: коммерческий запуск услуги доступа в Интернет по технологии ADSL
- 5 сентября 1999: успешный запуск спутника Moogoonghwa 3
- 27 октября 1999: декларация видения Нового Тысячелетия, лидерство в кибер-пространстве
- 16 мая 2000: открытие крупнейшего в Азии Интернет Дата-центра КТ — KT-IDC
- 15 июня 2000: завершение сделки по приобретению Hansol M.com
- 2 июля 2000: интеграция междугородних телефонных кодов
- 14 августа 2000: успешное введение в эксплуатацию первой оптической сети коммуникаций между Южной и Северной Кореей (Сеул-Панмунджум-Пхеньян)
- 25 октября 2000: Получение статуса[3] Официального информационно-телекоммуникационного партнера Чемпионата Мира по футболу 2002
- 15 декабря 2000: победа в конкурсе на получение лицензии IMT-2000
- 19 декабря 2000: приобретение лицензии на спутниковое телевещание (Корейское цифровое спутниковое вещание)
- 2 мая 2001: основание корейской мобильной компании KTF
- 29 июня 2001: второй выпуск международных депозитарных расписок
- 11 декабря 2001: смена названия компании, ребрендинг
- 22 декабря 2001: соглашение[4] о стратегическом партнерстве с Microsoft, США

### 2002—2007: КТ: полная приватизация компании
- 31 мая — 30 июня 2002: Успешная телекоммуникационная поддержка чемпионата мира по футболу 2002
- 20 августа 2002: KT объявлена полностью приватизированной компанией
- 3 апреля 2003: Представление Инновационной программы качества «Шесть Сигма» (‘Six Sigma’)
- 6 мая 2003: KT выбрана лучшей компанией по корпоративному управлению в Азии
- 4 июня 2003: Запущен сервис Smart Card «1’ts»
- 1 сентября 2003: KT открывает первый ADSL проект во Вьетнаме
- 10 ноября 2004: запущен сервис Ann — новая услуга фиксированной телефонии с набором дополнительных услуг, включая SMS
- Январь 2005: открыто представительство по странам СНГ, Центральной и Восточной Европе в Москве
- 10 января 2005: KT запускает первый в мире сервис FTTH на базе WDM-PON
- 20 января 2005: KT лидирует на рынке мобильного интернета
- 13 марта 2005: Успешное тестирование первой корейской беспроводной сети IPv6
- 29 марта 2005: KT признана лучшим по индексу NCSI (National Customer Satisfaction Index)в области фиксированных телекоммуникаций
- 23 июня 2005: Лучшая компания в корпоративном управлении четыре года подряд
- 6 октября 2005: Новый корпоративный слоган: «Life is Wonderful»
- 20 декабря 2005: Модернизация Бангладешской Коммуникационной Сети
- 28 декабря 2005: Открытие Коммуникационного центра Северной и Южной Кореи
- 11 апреля 2006: KT признана лучшей по версии NCSI в четырёх областях
- 20 февраля 2007: Представление сервиса Wibro (WiMax) — впервые в мире
- 20 июля 2007: Превышено количество в 1 миллион абонентов в НТК (Новой Телефонной Компании) — дочерней компании в России
- 30 июля 2007: Запущен первый сервис IPTV в Южной Корее

### 2008—2010: Объединение с KTF, мобильным подразделением
- 1 июля 2008: запуск связанной услуги Интернета и мобильной связи с 50 % скидкой от цены базового тарифа
- 18 ноября, 2008: запущен сервис IPTV в режиме реального времени в Южной Корее
- 14 января, 2009: Сук-Че Ли (Suk-Chae Lee), бывший министр информации и коммуникации назначен Президентом компании
- 8 апреля, 2009: выпущен новый бренд домашнего услуг «QOOK»
- 26 мая, 2009: расширение сервиса WiBro в Африке — Алжире и Руанде
- 1 июня 2009: объединение КТ и KTF
- 11 августа, 2009: выпущен новый бренд KT — «olleh»
- 30 ноября, 2009: запущены продажи iPhone 3GS в Южной Корее
- 15 августа 2010: запущена услуга «UCloud», персональное облачное хранение данных
- Сентябрь 2010: членство в Dow Jones Sustainability Index[5] (DJSI World)
- Сентябрь 2010: запуск iPhone 4 и безлимитного плана передачи данных 3G

## Подразделения КТ
- KT ds: IT сервис, основана 1 августа, 2008 г.
- KT Capital: Финансовые услуги
- KT Commerce: 2C,B2C сервисы, основана 23 мая, 2002 г.
- KT Hitel: Интернет технологии, основана 9 декабря, 1991 г.
- KT Linkus: Эксплуатация таксофонов, основана 21 мая 1986 г.
- KT mhows: Мобильный маркетинг, основана 21 октября 2001 г.
- KT Music: Звукозаписывающая компания, основана 7 февраля 1991 г.
- KT Networks: Управление групповыми телефонами, основана 17 апреля 1995 г.
- KT Powertel: Системы транкинговой радиосвязи, основана 1 августа 1988 г.
- KT Rental: услуги по аренде, основана 21 ноября 2004 г.
- KT Submarine: подводный кабель, строительство и эксплуатация, основана 30 декабря 1985 г.
- KT Tech: разработка устройств для персональной подвижной связи, основана 20 октября 2001 г.
- KT Telecop: услуги по обеспечению безопасности
- Sidus FNH: производство и распространение кинофильмов
- KT kumhorent: услуги по аренде автомобилей